# آلکیل بنزن خطی
آلکیل بنزن خطی (به انگلیسی: Linear alkyl benzene) یک ترکیب شیمیایی است. نام تجاری آن به اختصار LAB است.
این ماده شیمیایی ماهیتی روغنی و بی‌رنگ دارد. و در حضور گوگرد و شرایط احتراق و واکنش با So3 در راکتور به سولفونیک اسید تبدیل می‌شود که ماده اصلی در شوینده‌ها است.
آلکیل بنزن خطی در گروه هیدروکربن‌های آروماتیک قرار دارد. این ترکیب شیمیایی اشتعال زا و غیر سمی است.
دانسیته آن از آب کمتر است. (بین ۰٫۸۵۰ تا ۰٫۸۶۰)
برای اندازه‌گیری دانسیته LAB از هایدومتر استفاده می‌شود.
آلکیل بنزن خطی به ترکیباتی گفته می‌شود که شامل یک حلقه بنزنی و یک گروه آلکیل متصل به آن است. گروه آلکیل متصل به آلکیل بنزن خطی، یک گروه هیدروکربنی آلی خطی است. آلکیل بنزن خطی یا همان LAB ماده ای واسطه در تولید مواد شوینده است. این ماده شامل یک زنجیره خطی و یک حلقه بنزن است. از سال ۱۹۶۰ LAB به عنوان پیشرو غالب مواد سازگار با محیط زیست ظاهر شده‌است. نفت سفید یا کروسن ماده اولیه پارافین‌های خطی با خلوص بالا است که این مواد نیز در نهایت با دی هیدروژناسیون به اولفین‌های خطی تبدیل می‌شوند. در نتیجه مونو اولفین‌های خطی با بنزن در حضور کاتالیست واکنش داده و آلکیل بنزن خطی را تولید می‌کنند. آلکیل بنزن خطی برای تولید سولفونات آلکیل بنزن استفاده می‌شود (LAS). این شوینده یک شوینده زیست تجزیه پذیر است. در سال ۱۹۹۵ یک کاتالیست جامد (فرایند DETAL) برای آن اختراع شد. اکثر واحدهای تولیدکننده LAB امروزه از این فرایند استفاده می‌کنند.
در ایران دو واحد صنایع شیمیایی ایران واقع در اصفهان و پتروشیمی بیستون واقع در کرمانشاه LAB را تولید می‌کنند.